# Premiile Academiei Române pentru anul 2012
Premiile Academiei Române pentru anul 2012 au fost acordate în 19 decembrie 2014, în Aula Academiei Române.
Sunt indicate obiectul acordării premiului, cel mai adesea o lucrare, autorul acesteia și țara de reședință a autorului. În cazul în care nu este indicată țara, autorul este din România.

## I. Filologie și literatură

### Premiul „Timotei Cipariu“
- Lucrarea: Apocalipsul Maicii Domnului. Versiuni românești din sec. Al XVI – al XIX-lea - Cristina-Ioana Dima
- Lucrarea: Modalități de exprimare a percepțiilor fizice. Verbele de percepție în limba română - Irina Necula

### Premiul „Bogdan Petriceicu Hasdeu“
- Lucrarea: Atlasul lingvistic român pe regiuni. Sinteză (ALRR Sinteză) - Verginica Barbu-Mititelu, Mihaela Mariana Morcov, Manuela Nevaci, Daniela Răuțu, et. alii (coautori care au un premiu al Academiei Române)
- Lucrarea: Afect și afectivitate. Conceptualizare și lexicalizare în româna veche - Gabriela Stoica
- Lucrarea: Obiceiuri de naștere din Moldova. Tipologie și corpus de texte - Adina Hulubaș

### Premiul „Ion Creangă“
- Lucrarea: Hotel universal - Simona Sora

### Premiul „Titu Maiorescu“
- Lucrarea: Hortensia Papadat-Bengescu Opere, I-III, Romane (Colecția „Opere fundamentale“) - Gabriela Omăt
- Lucrarea: G. Călinescu, Opere. Publicistică (1919 -1965), I-XII - Nicolae Mecu, Alexandra Ciocârlie, Alexandru Farcaș, Pavel Țugui, Daciana Vlădoiu

### Premiul „Lucian Blaga“
- Lucrarea: Emil Cioran. Opere, I-II - Marin Diaconu
- Lucrarea: Evreul improbabil. Mihail Sebastian: o monografie ideologică - Mihai Iovănel

### Premiul „Mihai Eminescu“
- Lucrarea: Catedrala din auz. Poeme ligure - Mircea Petean

### Premiul „Ion Luca Caragiale“
Premiul nu a fost acordat.

## II. Științe istorice și arheologie

### Premiul „Vasile Pârvan“
- Lucrarea: Tezaurele dacice. Creația în metale prețioase din Dacia preromană - Daniel Spânu

### Premiul „Alexandru D. Xenopol“
- Lucrarea: Personalitatea omului politic Dimitrie A. Sturdza - Mihaela Damean
- Lucrarea: Potârnichile gri. Spitalele femeilor scoțiene în România 1916-1917 - Costel Coroban

### Premiul „Dimitrie Onciul“
- Lucrarea: Așezările de drept valah și locuitorii lor din Rutenia Roșie în Evul Mediu târziu - Grzegorz Jawor (Polonia)

### Premiul „Nicolae Iorga“
- Lucrarea: Iașii în secolele XV-XVIII. Elemente de topografie istorică - Cătălin Hriban

### Premiul „Mihail Kogălniceanu“
- Lucrarea: „Spre folosul acestei sfinte case“. Constituirea și evoluția domeniului mănăstirii Cotroceni (secolele XVII-XIX) - Mariana Lazăr

### Premiul „Nicolae Bălcescu“
- Lucrarea: Croisées de la modernité. Hypostases de l’esprit et de l’individu au XVIIe siècle - Vlad Alexandrescu

### Premiul „George Barițiu“
- Lucrarea: Aspecte ale tranziției de la mezolitic la neoliticul timpuriu în zona Porțile de Fier - Adina Boroneanț

### Premiul „Eudoxiu de Hurmuzaki“
- Lucrarea: Oameni de seamă ai Maramureșului. Dicționar 1700-2010 - Vasile Iuga de Săliște
- Lucrarea: O vară fierbinte în relațiile româno-sovietice. Convorbirile de la Moscova din iulie 1964 - Vasile Buga

## III. Științe matematice

### Premiul „Simion Stoilow“
- Lucrarea: Berezin-Toeplitz quantization on Kahler manifolds - George Marinescu

### Premiul „Gheorghe Lazăr“
- Grupul de lucrări: Structuri exacte, echivalențe și dualități - Septimiu Crivei

### Premiul „Gheorghe Țițeica“
- Grupul de lucrări: Proprietăți de curbură ale varietăților metrice complexe și reale. Aplicații - Adela-Gabriela Mihai
- Grupul de lucrări: Aspecte geometrice ale varietăților complexe nekaehleriene - Victor Vuletescu

### Premiul „Spiru Haret“
- Grupul de lucrări: Metode variaționale pentru ecuații neliniare eliptice - Alexandru Kristali

### Premiul „Dimitrie Pompeiu“
- Grupul de lucrări: Contribuții în teoria probabilității necomutative - Șerban Theodor Belinschi

### Premiul „Grigore Moisil“
- Lucrarea: Unsupervised learning for graph matching - Marius Leordeanu

## IV. Științe fizice

### Premiul „Dragomir Hurmuzescu“
- Grupul de lucrări: Studii privind modelarea materiei barionice în condiții termodinamice relevante pentru stele masive ce suferă colaps gravitațional și pentru stele neutronice - Adriana R. Răduță, Francesca Gulminelli

### Premiul „Constantin Miculescu“
- Grupul de lucrări: Modelarea proceselor de creștere a cristalelor - Daniel Vizman
- Grupul de lucrări: Fenomene de rezonanță induse de zgomot în sisteme neliniare cu histerezis - Mihai Dimian

### Premiul „Horia Hulubei“
- Grupul de lucrări: Contribuții la studiul și conservarea unor obiecte ale patrimoniului cultural național prin metode de spectroscopie γ - Corneliu C. Ponta

### Premiul „Ștefan Procopiu“
- Grupul de lucrări: Generarea pulsurilor de attosecunde în câmpuri laser de două sau mai multe frecvențe - Valer Toșa

### Premiul „Radu Grigorovici“
- Grupul de lucrări: Fenomene de suprafață și de interfață evidențiate prin spectroscopii de electroni XPS/Auger și alte tehnici de caracterizare a suprafețelor și interfețelor - Nicoleta Georgiana Apostol (Gheorghe)
- Grupul de lucrări: Materiale biocompatibile: preparare și caracterizare - Daniela Predoi

## V. Științe chimice

### Premiul „Costin D. Nenițescu“
- Grupul de lucrări: Materiale compozite pe bază de carbonat de calciu și polielectroliți sensibili la pH - Marcela Mihai
- Grupul de lucrări: Influența conținutului de apă al complecșilor de încapsulare pe bază de ciclodextrină asupra descriptorilor structurali ai compușilor biologic activi - Daniel Hădărugă

### Premiul „I. G. Murgulescu“
- Grupul de lucrări: Obținerea și caracterizarea filmelor nanocompozite pe bază de polimeri conductori și nanotuburi de carbon cu aplicabilitate în diferite procese electrochimice - Florina Brânzoi
- Grupul de lucrări: Comportarea la coroziune a unor noi biomateriale pentru implanturi - Cora Vasilescu

### Premiul „Gheorghe Spacu“
- Grupul de lucrări: Contribuții la chimia compușilor element-organici stabilizați cu liganzi (C,N)-chelatici sau (N,C,N)-pincer - Anca Silvestru

### Premiul „Nicolae Teclu“
- Grupul de lucrări: Studii de analiză termică simultană cuplată cu spectrometria FTIR și cu spectrometria de masă asupra unor sisteme polimerice multifuncționale - Niță Tudorachi
- Grupul de lucrări: Studiul experimental și modelarea reacțiilor explozive în sisteme gazoase și condensate - Venera Giurcan, Maria Mîțu, Adina Magdalena Mușuc

## VI. Științe biologice

### Premiul „Emil Racoviță“
- Suită de lucrări publicate între 2001-2012 privind: identificarea și caracterizarea formelor enzimatice de tip ancestral prezente în microorganisme bacteriene și archeene - Cristina Purcărea

### Premiul „Grigore Antipa“
- Suită de lucrări publicate între 1998-2012 privind: Biologia microorganismelor halofile prezente în habitate hipersaline - Gabriela Teodosiu

### Premiul „Nicolae Simionescu“
- Suită de lucrări publicate între 2010-2012 privind: identificarea unei terapii combinatorii folosind două populații de celule stem, cu posibile aplicații în regenerarea miocardului ischemic - Alexandrina Burlacu

### Premiul „Emanoil Teodorescu“
Premiul nu a fost acordat.

## VII. Științe geonomice

### Premiul „Grigore Cobălcescu“
- Lucrarea: Retrospective luminiscence dosimetry: applications in archaeology, geology and environmental studies - Alida Iulia Timar Gabor

### Premiul „Gheorghe Munteanu-Murgoci“
- Lucrarea: Valea Cernei. Morfologie, hidrologie, ape termominerale - Ioan Povară

### Premiul „Simion Mehedinți“
- Lucrarea: Bazinul Pereschivului (Colinele Tutovei). Studiu de geomorfologie și pedogeografie cu privire specială asupra utilizării terenurilor - Lilian Niacșu
- Lucrarea: Bazinul Tutovei. Riscuri naturale și vulnerabilitatea teritoriului - Iulian Cătălin Stângă

### Premiul „Ștefan Hepiteș“
Premiul nu a fost acordat.

### Premiul „Ludovic Mrazec“
Premiul nu a fost acordat.

## VIII. Științe tehnice

### Premiul „Traian Vuia“
- Lucrarea: Distilarea izotopică a hidrogenului. Experimentări - Floarea Pop

### Premiul „Anghel Saligny“
- Lucrarea: Design of Cold-formed Steel Structures - Dan Dubină, Viorel Ungureanu, Raffaele Landolfo

### Premiul „Constantin Budeanu“
Premiul nu a fost acordat.

### Premiul „Aurel Vlaicu“
Premiul nu a fost acordat.

### Premiul „Henri Coandă“
Premiul nu a fost acordat.

## IX. Științe agricole și silvice

### Premiul „Ion Ionescu de la Brad“
- Lucrarea: Imunogenetic Study Concerning the Blood Groups in Sheep Breeds Reared in Romania/ Annals of the Romanian Society for Cell Biology, vol. XVII, nr. 1/2012 - Gheorghe Hrincă, Petru Vicovan

### Premiul „Traian Săvulescu“
- Lucrarea: Tratat de Boli Infecțioase ale Animalelor – vol. I -II - Tudor Perianu, Gabriel Predoi, Florica Bărbuceanu, Ștefan Nicolae, Constantin Vasiu, Viorel Herman

### Premiul „Marin Drăcea“
- Lucrarea: Amenajarea pădurilor - Ioan Seceleanu

### Premiul „Gheorghe Ionescu-Șișești“
- Lucrarea: Grup de lucrări: Biodiversity of the farm animals and eco-bioeconomics significances in the food security context - George Florea Tobă, Mariana Sandu, Marcel Theodor Paraschivescu, Amalia Gianina Străteanu, Remulus Gruia

## X. Științe medicale

### Premiul „Iuliu Hațieganu“
- Lucrarea: Complicațiile pancreatitei acute - Radu Costea, Ștefan Neagu, Narcis Zărnescu

### Premiul „Daniel Danielopolu“
- Lucrarea: Antropologie și Cultură - Andrei Kozma, Cristiana Glavce, Constantin Bălăceanu Stolnici

### Premiul „Gheorghe Marinescu“
- Lucrarea: Kidney and Brain - Ligia Petrică

### Premiul „Victor Babeș“
- Lucrarea: Managementul selectiv nonoperator al leziunilor viscerale abdominale la pacientul politraumatizat - Mircea Beuran, Ionuț Negoi

### Premiul „Constantin I. Parhon“
- Suită de lucrări: Bioinformatica genetică medicală
  - Eukaryotic genomes may exhibit up to 10 generic classes of genes promoters
  - An evolutionary perspective on adiponectin and gene promoters
  - DNA patterns and evolutionary signatures obtained through Kappa index of coincidence
  - Gene promoters show chromosome- specificity and reveal chromosome territories in humans
  - Genetic factors involved in the pathogenesis of type 2 diabetes - Paul Gagniuc, Constantin Ionescu-Târgoviște, Paul Dan Cristea, Aurora-Rodica Tuduce, Lucian Gavrilă, Cristian Guja

### Premiul „Ștefan S. Nicolau“
Premiul nu a fost acordat.

## XI. Științe economice, juridice și sociologie

### Premiul „Petre S. Aurelian“
- Lucrarea: Piața muncii între formal și informal - Silvia Pisică, Valentina Vasile, Vergil Voineagu

### Premiul „Virgil Madgearu“
- Lucrarea: Proiectele miniere. Evaluarea din perspectiva dezvoltării durabile - Nicolae Bud

### Premiul „Victor Slăvescu“
- Lucrarea: Fiabilitate și mentenanță. Analiză și optimizare - Maria Caracotă-Dimitriu, Maria-Ramona Dinu

### Premiul „Dimitrie Gusti“
Premiul nu a fost acordat.

### Premiul „Simion Bărnuțiu“
Premiul nu a fost acordat.

### Premiul „Nicolae Titulescu“
Premiul nu a fost acordat.

### Premiul „Andrei Rădulescu“
Premiul nu a fost acordat.

## XII. Filosofie, teologie, psihologie și pedagogie

### Premiul „Constantin Rădulescu-Motru“
- Lucrarea: Arhitectura luminii. Inițiere în semiotica formelor sacre - Aritia D. Poenaru

### Premiul „Mircea Florian“
- Lucrarea: Cultura recunoașterii și securitatea umană - Anton Carpinschi

### Premiul „Vasile Conta“
- Lucrarea: Tratatul despre vis - Ovidiu Moceanu

### Premiul „Ion Petrovici“
- Lucrarea: Zarathustra în spațiul carpato-balcanic românesc - Cristian Istrătescu-Târgoviște

## XIII. Arte, arhitectură și audiovizual

### Premiul „George Enescu“
- Lucrarea: Breakfast. Music for solo viola - Adrian Enescu

### Premiul „Ciprian Porumbescu“
- Lucrarea: Metamorfoze succesive. Anatol Vieru: creația de operă - Mioara Bâscă

### Premiul „George Oprescu“
- Lucrarea: Isus între tâlhari. Scrieri de istoria artei și culturi - Grigore Arbore Popescu
- Lucrarea: Biserica „Sfântul Nicolae“ din Rădăuți. Cercetări arheologice și interpretări istorice asupra începuturilor Țării Moldovei - Lia Bătrâna, Adrian Bătrâna

### Premiul „Ion Andreescu“
- Lucrarea și expoziția Desen / Drawings - Ioachim Nica
- Pentru întreaga creație - Alexandru Călinescu-Arghira

### Premiul „Simion Florea Marian“
- Lucrarea: Cromatica tradițională românească - Zina Șofransky, Valentin Șofransky

### Premiul „Duiliu Marcu“
- Lucrarea: Cinematograf Favorit (consolidare, extindere, modernizare) - Radu Teacă

### Premiul „Aristizza Romanescu“
- Lucrarea: Conu Leonida față cu reacțiunea de I. L. Caragiale - Silviu Purcărete

## XIV. Știința și tehnologia informației

### Premiul „Mihail Drăgănescu“
- Lucrarea: O nouă metodă de creștere hetero-epitaxială tridimensională pentru aplicații în opto-, micro-, nanoelectronică și senzoristică - Claudiu V. Falub, Hans von Känel

### Premiul „Tudor Tănăsescu“
Premiul nu a fost acordat.

### Premiul „Gheorghe Cartianu“
Premiul nu a fost acordat.

## Premii speciale pentru anul 2014

### Diploma Meritul Academic
- Institutul de Geografie al Academiei Române – București
- Institutul de Chimie Macromoleculară „Petru Poni“ al Academiei Române – Iași cu prilejul aniversării a 65 de ani de la înființare
- Centrul de Chimie Organică „Costin D. Nenițescu“ al Academiei Române – București cu prilejul aniversării a 65 de ani de la înființare
- Prof. Vasile Sebastian Dâncu, directorul Institutului Român pentru Evaluare și Strategie
- Dr. Marina Ileana Sabados, secretar științific la Institutul de Istoria Artei „George Oprescu“

### Diploma Distincția Culturală
- Agenția Națională de Presă AGERPRES
- Dan Manolache, jurnalist, Societatea Română de Radiodifuziune
- Revista „Balcanii și Europa“

### Distincție specială din partea Președinției României
- „Meritul Cultural în grad de Ofițer“ - Institutul de Istoria Artei „George Oprescu“ al Academiei Române